# اورمرسباخ
اورمرسباخ (به آلمانی: Urmersbach) یک شهر در آلمان است که در کوخم-تسل واقع شده‌است. اورمرسباخ ۴۶۲ نفر جمعیت دارد.